# 第2機甲旅団 (フランス陸軍)
第2機甲旅団（だいにきこうりょだん、2e brigade blindée、2e BB）は、フランス陸軍の旅団。CFT隷下の機甲旅団で司令部をロワレ県のオルレアンに置く。旅団は現在約7,200名の隊員で構成される。
元となった部隊は第二次世界大戦期に編制された第2機甲師団で、フィリップ・ルクレール将軍に指揮され、1944年8月のパリ解放で主戦力として勝利に貢献したことで有名である。
隷下の各連隊は、世界各地の紛争地に小規模の派兵を行なっている。
なお、2016年6月20日に第6軽機甲旅団および第11落下傘旅団とともに第3機甲師団の隷下部隊となる。

## 沿革
- 1943年：第2機甲師団が編制される。
- 1999年：陸軍の改編で旅団となる。
- 2016年：第3機甲師団の隷下部隊となる。

## 編制
2016年現在
- オルレアン駐屯地（ロワレ県）
  - 旅団司令部及び同付中隊
- オリヴェ駐屯地（ロワレ県）
  - 第12胸甲騎兵連隊
- Mourmelon（マルヌ県）
  - 第501戦車連隊
- Noyon駐屯地（オワーズ県）
  - チャド行進連隊
- Saarburg駐屯地（ドイツ ラインラント＝プファルツ州）
  - 第16猟兵大隊
- クレルモン＝フェラン駐屯地（ピュイ＝ド＝ドーム県）
  - 第92歩兵連隊
- （マルヌ県）
  - 第40砲兵連隊
- Valdahon駐屯地（ドゥー県）
  - 第13工兵連隊